# زبتسکه
زبتسکه (به مجاری:  Zebecke) یک شهرداری در مجارستان است که در ناحیه لنتی واقع شده‌است. زبتسکه ۴٫۴۵ کیلومتر مربع مساحت و ۸۸ نفر جمعیت دارد.